# 臺中市大里區美群國民小學
臺中市大里區美群國民小學，簡稱美群國小，1987年8月5日核定設校，時名為「臺中縣大里市美群國民小學」。2000年8月1日開始對外招生。
2010年12月25日，因應臺中縣市合併升格，校名改稱「臺中市大里區美群國民小學」。現任校長為葉中雄（2017年迄今）。

### 書籍
- 《臺灣地名辭書》卷十二《臺中縣》第二冊，第28頁

## 外部連結
- 美群國小网页